# Roberto Coromina
Roberto Coromina Navarro (Remolinos, provincia de Zaragoza, 29 de diciembre de 1965) es un artista visual que trabaja con obras célebres. Licenciado en Bellas Artes de Facultat Sant Jordi en Barcelona en 1989. Vive y trabaja en Nueva York durante 1994 y 1998. El artista reelabora detalles en las obras clásicas, que traslados y aislados de su entorno natural en un soporte nuevo o escanea las imágenes y cambia su altura o anchura con objeto de cuestionar la pintura, imágenes, percepción, presencias y ausencias; en suma, su razón de ser.

## Biografía
Nace en Zaragoza en 1965.  Licenciado en Bellas Artes de Facultat Sant Jordi en Barcelona en 1989. Recibe beca otorgada por la Diputación de Zaragoza en dos ocasiones, primero con una Beca de Ampliación de Estudios en el extranjero y luego como artista invitado en la Casa de Velázquez.  Vive y trabaja en Nueva York durante 1994 y 1998. Justamente en este periodo cambia de tema y estilo de su trabajo.  Variando ¨casi por casualidad¨ el curso natural de su pintura vuelve a los ojos hacia el gran arte clásico, español y europeo y comienza una labor incesante de investigación y homenaje.  
Desde 1996 trabaja a partir de obras de artistas clásicos como de Vermeer, Velázquez, Rembrandt o Zurbarán estableciendo un diálogo entre el lenguaje plástico del barroco y el actual. Su objetivo de creación es que la obra de arte les alienta a participar de su investigación y les emocione a los espectadores. Se interesa cuestionar la pintura, sus imágenes, percepción, presencias y ausencias; en suma, su razón de ser, utilizando diferentes técnicas y soportes. 
Aunque su forma expresiva ya excede del ámbito pictórico, por la búsqueda de la singularidad y la plasticidad de los clásicos, sus obras siempre tienen un encuentro con la pintura, por eso se consideran como ¨Pintura-pintura¨. Así que los espectadores reconstruyen la pintura en la mente observando sus esculturas o instalaciones inspirada de la obra clásica original.